# Jocs Olímpics d'Hivern de la Joventut de 2020

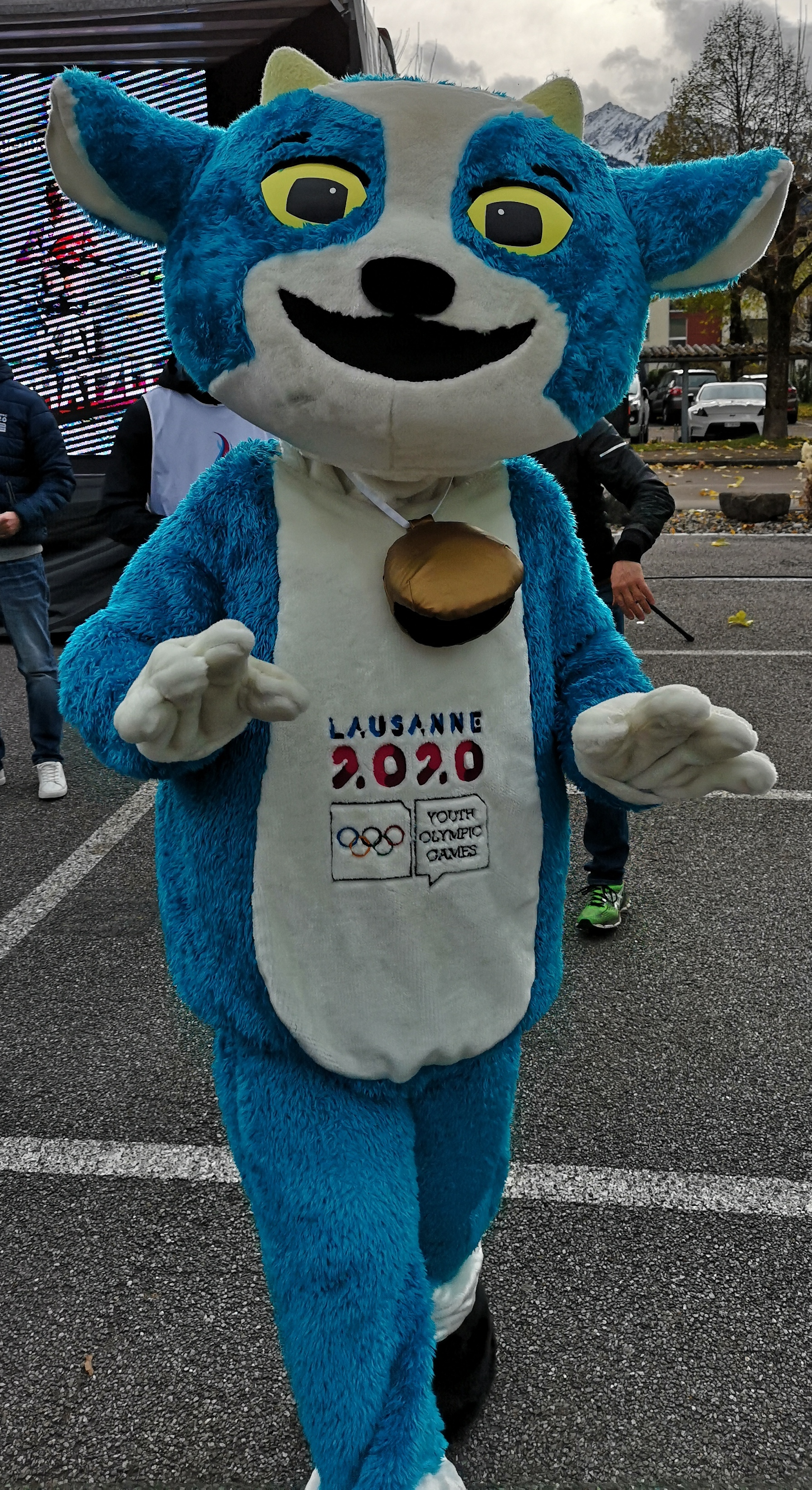
Yodli, mascota oficial dels Jocs.

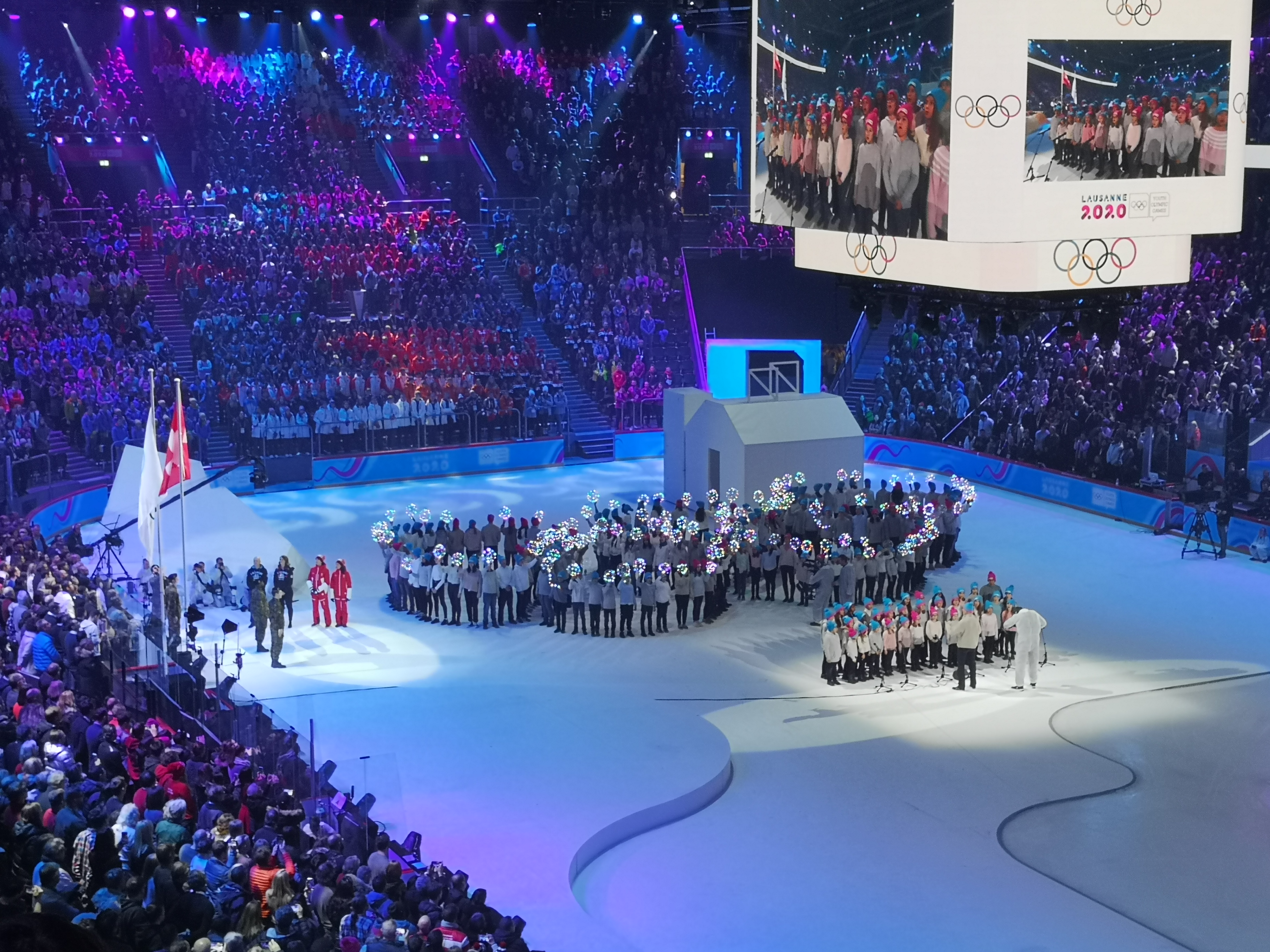
La cerimònia d'obertura.

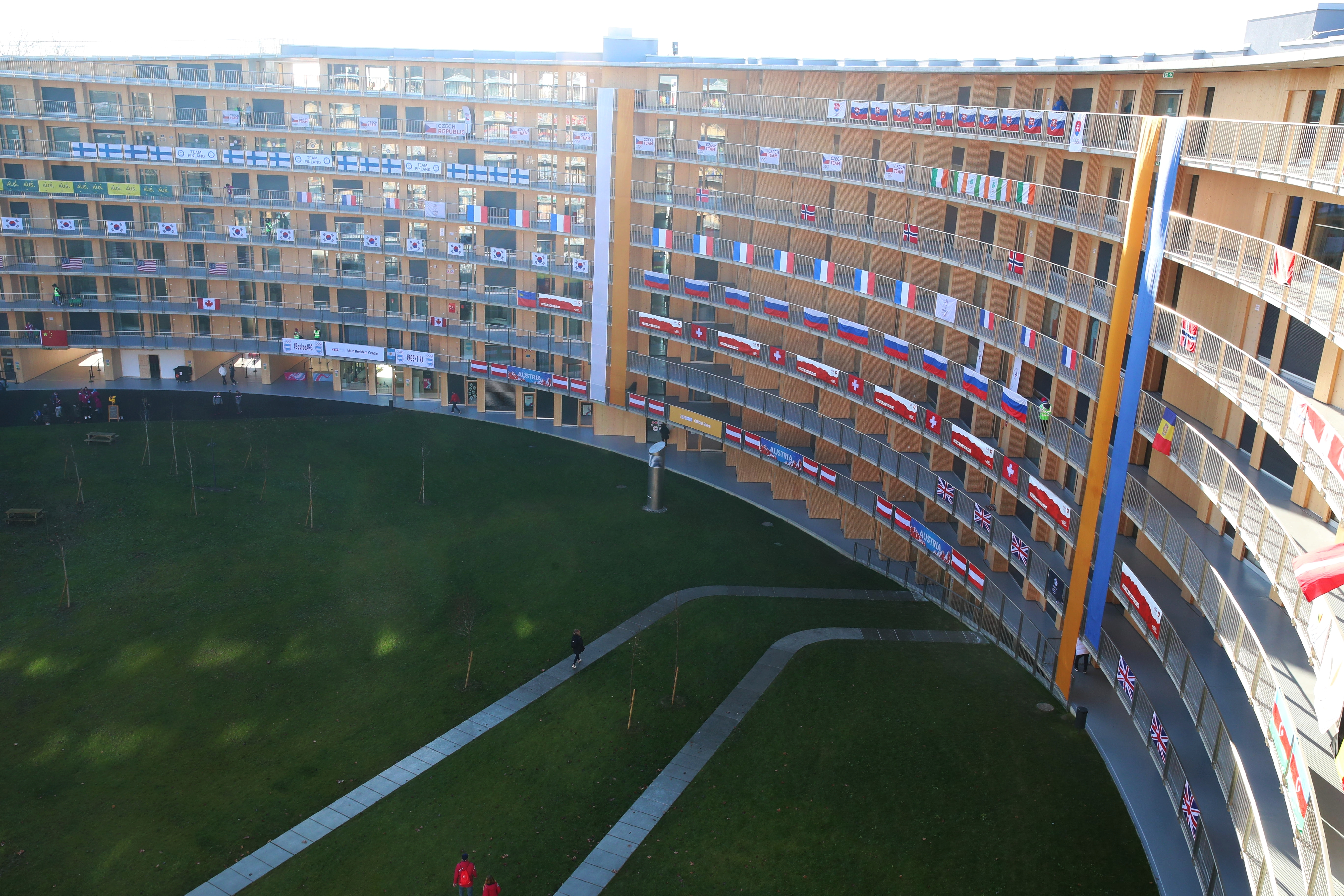
L'edifici circular "Vortex" que alberga la Vila Olímpica (que més tard es convertirà en una residència d'estudiants).

Els Jocs Olímpics de la Joventut d'Hivern 2020, oficialment anomenats III Jocs Olímpics de la Joventut d'Hivern, van ser un esdeveniment multiesportiu i festival cultural internacional que es va dur a terme a Lausana el gener de 2020, seguint la tradició dels Jocs Olímpics durant la XXXII Olimpíada. El 28 de novembre de 2013, el Comitè Olímpic Internacional va confirmar dues ciutats aspirants. La ciutat seu va ser elegida el 31 de juliol de 2015.

## Calendari
- 2013

6 de juny: El COI convida oficialment als CON a presentar les seves ciutats.
28 de novembre: Data límit per a presentar el nom de les ciutats aspirants.
12 de desembre: Signatura del Procediment de Candidatura.
- 2014

14-16 de gener: Seminari per a ciutats aspirants 2020 a Lausana.
17 de juny: Lliurament dels expedients de sol·licitud.
16-28 d'agost: Programa d'observadors durant els Nanjing 2014.
2-3 de desembre: Selecció de les ciutats candidates.
- 2015

19 de febrer: Videoconferències entre les ciutats candidates i la Comissió Avaluadora de COI.
31 de juliol: Elecció de la ciutat seu.

## Ciutats candidates
El 28 de novembre de 2013, el Comitè Olímpic Internacional va anunciar les dues ciutats aspirants:

### SuïssaLausana,Suïssa
Es va confirmar la candidatura el 12 de juliol de 2013. Lausanne és la seu del Comitè Olímpic Internacional i és considerada la Capital Olímpica.

### RomaniaBrașov,Romania
Braşov va presentar la seva candidatura al novembre de 2013. A inici de 2013, Braşov va celebrar el Festival Olímpic de la Joventut Europea en la seva edició hivernal.

## Candidatures descartades
- Bulgària Sofia, Bulgària
- Estats Units Lake Placid, Estats Units d'Amèrica

## Organització

### Lausanne

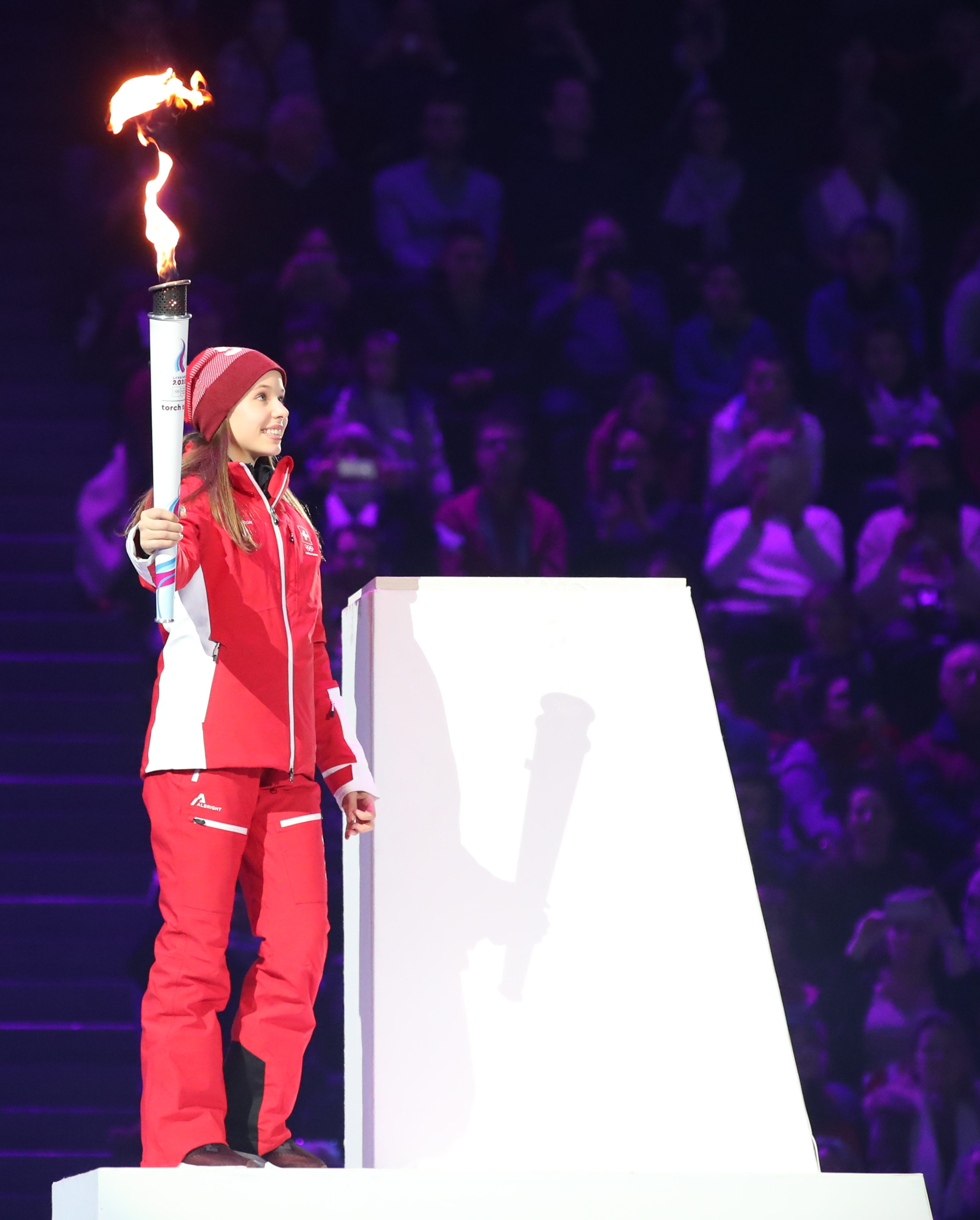
La torxa a la cerimònia d'obertura.

- Vaudoise Aréna - Cerimònies d'obertura i clausura, Hoquei sobre gel finals, Patinatge artístic, Pista curta
- Campus de Lausanne - Vila olímpica
- Le Flon - Cerimònies de medalles

### Jura
- Prémanon, França - Salt en esquí, Biatló, Combinada nòrdica
- Le Brassus - Esquí de fons

### Alps
- Leysin - Esquí d'estil lliure (Halfpipe, Slopestyle), Snowboard (Halfpipe, Slopestyle)
- Les Diablerets - Esquí alpí
- Villars-sur-Ollon - Ski Cross, Snowboard Cross, Alpinisme
- Champéry - Curling
- St Moritz - Patinatge de velocitat, Bobsleigh, Skeleton, Luge, Cerimònies de medalles

### Mascota
Yodli, la mascota oficial, va ser presentada el 8 de gener de 2019 a CIG de Malley abans de el partit entre Lausanne HC i HC Davos. Yodli està inspirat en una combinació d'una vaca, un gos Sant Bernat i una cabra, i va ser creat per ERACOM.

## Federacions participants
- Albània (ALB) (1)
- Alemanya (GER) (90)
- Andorra (AND) (3)
- Argentina (ARG) (16)
- Armènia (ARM) (1)
- Austràlia (AUS) (33)
- Àustria (AUT) (63)
- Azerbaidjan (AZE) (1)
- Bèlgica (BEL) (9)
- Belarús (BLR) (19)
- Bòsnia i Hercegovina (BIH) (9)
- Brasil (BRA) (12)
- Bulgària (BUL) (18)
- Canadà (CAN) (78)
- Colòmbia (COL) (2)
- Corea del Sud (KOR) (40)
- Croàcia (CRO) (10)
- Dinamarca (DEN) (26)
- Equador (ECU) (1)
- Eslovàquia (SVK) (49)
- Eslovènia (SLO) (39)
- Espanya (ESP) (24)
- Estats Units (USA) (96)
- Estònia (EST) (25)
- Filipines (PHI) (2)
- Finlàndia (FIN) (52)
- França (FRA) (61)
- Geòrgia (GEO) (10)
- Grècia (GRE) (12)
- Haití (HAI) (1)
- Hong Kong (HKG) (4)
- Hongria (HUN) (23)
- Iran (IRI) (6)
- Irlanda (IRL) (2)
- Islàndia (ISL) (4)
- Israel (ISR) (3)
- Itàlia (ITA) (67)
- Japó (JPN) (72)
- Kazakhstan (KAZ) (26)
- Kirguizstan (KGZ) (2)
- Kosovo (KOS) (2)
- Letònia (LAT) (30)
- Líban (LBN) (3)
- Liechtenstein (LIE) (5)
- Lituània (LTU) (15)
- Luxemburg (LUX) (4)
- Macedònia (MKD) (5)
- Malàisia (MAS) (2)
- Mèxic (MEX) (7)
- Moldàvia (MDA) (5)
- Mongòlia (MGL) (6)
- Montenegro (MNE) (2)
- Noruega (NOR) (55)
- Nova Zelanda (NZL) (20)
- Països Baixos (NED) (15)
- Pakistan (PAK) (1)
- Polònia (POL) (45)
- Portugal (POR) (2)
- Qatar (QAT) (1)
- Regne Unit (GBR) (28)
- República Txeca (CZE) (74)
- Romania (ROU) (35)
- Rússia (RUS) (106)
- San Marino (SMR) (1)
- Sèrbia (SRB) (6)
- Singapur (SGP) (3)
- Sud-àfrica (RSA) (2)
- Suècia (SWE) (51)
- Suïssa (SUI) (112)
- Tailàndia (THA) (5)
- Trinitat i Tobago (TTO) (1)
- Turkmenistan (TKM) (1)
- Turquia (TUR) (14)
- Ucraïna (UKR) (39)
- Uzbekistan (UZB) (1)
- Xile (CHI) (8)
- Xina (CHN) (53)
- Xina Taipei (TPE) (14)
- Xipre (CYP) (1)

## Esports
| - Esquí alpí (9) - Biatló (6) - Bobsleigh (2) - Curling (2) | - Hoquei sobre gel (4) - Luge (5) - Combinada nòrdica (2) - Salt d'esquí (2) | - Snowboarding (9) - Patinaje de velocitat (7) - Patinaje artístic (5) - Skeleton (2) | - Acroesquí (8) - Esquí de fons (6) - Esquí de muntanya (5) - Patinatge de velocitat sobre pista curta (5) |

### Calendari
| CO | Cerimònia d'obertura | ● | Esdeveniments de competició | 1 | Esdeveniments finals | GE | Gala d'exhibició | CC | Cerimònia de clausura |

| Gener                                    | 9 Dj. | 10 Dv. | 11 Ds. | 12 Dm. | 13 Dl. | 14 Dt. | 15 Dm. | 16 Dj. | 17 Dv. | 18 Ds. | 19 Dg. | 20 Dl. | 21 Dm. | 22 Dc. | Esdeveniments |
| ---------------------------------------- | ----- | ------ | ------ | ------ | ------ | ------ | ------ | ------ | ------ | ------ | ------ | ------ | ------ | ------ | ------------- |
| Cerimònies                               | CO    |        |        |        |        |        |        |        |        |        |        |        |        | CC     |               |
| Esquí alpí                               |       | 2      | 2      | 1      | 1      | 2      | 1      |        |        |        |        |        |        |        | 9             |
| Biatló                                   |       |        | 2      | 1      |        | 2      | 1      |        |        |        |        |        |        |        | 6             |
| Bobsleigh                                |       |        |        |        |        |        |        |        |        |        | 1      | 1      |        |        | 2             |
| Esquí de fons                            |       |        |        |        |        |        |        |        |        | 2      | 2      |        | 2      |        | 6             |
| Curling                                  |       | ●      | ●      | ●      | ●      | ●      | ●      | 1      |        | ●      | ●      | ●      | ●      | 1      | 2             |
| Patinatge artístic sobre gel             |       | ●      | ●      | 2      | 2      |        | 1      |        |        |        |        |        |        |        | 5             |
| Acroesquí                                |       |        |        |        |        |        |        |        |        | 1      | 3      | 2      | ●      | 2      | 8             |
| Hoquei sobre gel                         |       | ●      | ●      | ●      | ●      | ●      | 2      |        | ●      | ●      | ●      | ●      | 1      | 1      | 4             |
| Luge                                     |       |        |        |        |        |        |        |        | 2      | 2      |        | 1      |        |        | 5             |
| Combinada nòrdica                        |       |        |        |        |        |        |        |        |        | 2      |        | 1      |        | 1      | 4             |
| Patinatge de velocitat sobre pista curta |       |        |        |        |        |        |        |        |        | 2      |        | 2      |        | 1      | 5             |
| Skeleton                                 |       |        |        |        |        |        |        |        |        |        | 1      | 1      |        |        | 2             |
| Salt d'esquí                             |       |        |        |        |        |        |        |        |        |        | 2      |        |        |        | 2             |
| Esquí de muntanya                        |       | 2      |        |        | 2      | 1      |        |        |        |        |        |        |        |        | 5             |
| Snowboarding                             |       |        |        |        |        |        |        |        |        | 1      | 1      | 2      | 3      | 2      | 9             |
| Patinatge de velocitat sobre gel         |       |        |        | 2      | 2      |        | 1      | 2      |        |        |        |        |        |        | 7             |
| Total d'esdeveniments                    |       | 4      | 4      | 6      | 7      | 5      | 6      | 3      | 2      | 10     | 10     | 10     | 6      | 8      | 81            |
| Total acumulat                           |       | 4      | 4      | 6      | 7      | 5      | 6      | 3      | 2      | 10     | 10     | 10     | 6      | 8      | 81            |
| Gener                                    | 9 Dj. | 10 Dv. | 11 Ds. | 12 Dm. | 13 Dl. | 14 Dt. | 15 Dm. | 16 Dj. | 17 Dv. | 18 Ds. | 19 Dm. | 20 Dl. | 21 Dt. | 22 Dc. | Esdeveniments |

### Medaller
| Jocs Olímpics d'hivern de la Joventut de 2012 | Jocs Olímpics d'hivern de la Joventut de 2012 | Jocs Olímpics d'hivern de la Joventut de 2012 | Jocs Olímpics d'hivern de la Joventut de 2012 | Jocs Olímpics d'hivern de la Joventut de 2012 | Anells Olímpics |
| Posició                                       | CON                                           | Or                                            | Plata                                         | Bronze                                        | Total           |
| 1                                             | Rússia (RUS)                                  | 10                                            | 11                                            | 8                                             | 29              |
| 2                                             | Suïssa (SUI)                                  | 10                                            | 6                                             | 8                                             | 24              |
| 3                                             | Japó (JPN)                                    | 9                                             | 7                                             | 1                                             | 17              |
| —                                             | Equips mixtes de Comitès Olímpics Nacionals   | 6                                             | 6                                             | 6                                             | 18              |
| 4                                             | Suècia (SWE)                                  | 6                                             | 4                                             | 7                                             | 17              |
| 5                                             | Àustria (AUT)                                 | 6                                             | 2                                             | 5                                             | 13              |
| 6                                             | Alemanya (GER)                                | 5                                             | 7                                             | 6                                             | 18              |
| 7                                             | Corea del Sud (KOR)                           | 5                                             | 3                                             | 0                                             | 8               |
| 8                                             | Noruega (NOR)                                 | 4                                             | 2                                             | 3                                             | 9               |
| 9                                             | Xina (CHN)                                    | 3                                             | 3                                             | 4                                             | 10              |
| 10                                            | França (FRA)                                  | 2                                             | 5                                             | 5                                             | 12              |
| 11                                            | Estats Units d'Amèrica (USA)                  | 2                                             | 3                                             | 6                                             | 11              |
| 12                                            | Itàlia (ITA)                                  | 2                                             | 3                                             | 3                                             | 8               |
| 13                                            | Països Baixos (NED)                           | 2                                             | 2                                             | 1                                             | 5               |
| 14                                            | Romania (ROU)                                 | 2                                             | 0                                             | 0                                             | 2               |
| 15                                            | Canadà (CAN)                                  | 1                                             | 2                                             | 5                                             | 8               |
| 16                                            | Letònia (LAT)                                 | 1                                             | 2                                             | 2                                             | 5               |
| 17                                            | República Txeca (CZE)                         | 1                                             | 2                                             | 1                                             | 4               |
| 18                                            | Finlàndia (FIN)                               | 1                                             | 2                                             | 0                                             | 3               |
| 19                                            | Espanya (ESP)                                 | 1                                             | 1                                             | 3                                             | 5               |
| 20                                            | Austràlia (AUS)                               | 1                                             | 0                                             | 0                                             | 1               |
| 20                                            | Bèlgica (BEL)                                 | 1                                             | 0                                             | 0                                             | 1               |
| 20                                            | Estònia (EST)                                 | 1                                             | 0                                             | 0                                             | 1               |
| 20                                            | Polònia (POL)                                 | 1                                             | 0                                             | 0                                             | 1               |
| 24                                            | Eslovènia (SLO)                               | 0                                             | 2                                             | 0                                             | 2               |
| 25                                            | Israel (ISR)                                  | 0                                             | 1                                             | 1                                             | 2               |
| 25                                            | Eslovàquia (SVK)                              | 0                                             | 1                                             | 1                                             | 2               |
| 27                                            | Colòmbia (COL)                                | 0                                             | 1                                             | 0                                             | 1               |
| 27                                            | Regne Unit (GBR)                              | 0                                             | 1                                             | 0                                             | 1               |
| 29                                            | Belarús (BLR)                                 | 0                                             | 0                                             | 1                                             | 1               |
| 29                                            | Geòrgia (GEO)                                 | 0                                             | 0                                             | 1                                             | 1               |
| 29                                            | Liechtenstein (LIE)                           | 0                                             | 0                                             | 1                                             | 1               |
| 29                                            | Nova Zelanda (NZL)                            | 0                                             | 0                                             | 1                                             | 1               |
| 29                                            | Ucraïna (UKR)                                 | 0                                             | 0                                             | 1                                             | 1               |
| Total                                         | Total                                         | 83                                            | 79                                            | 81                                            | 243             |

## Transmissió
- Àfrica subsahariana: Econet Global
- Armènia: ARMTV
- Argentina: TPA
- asiàtic: Dentsu
- Austràlia: Seven Network
- Alemanya: ARD, ZDF
- Brasil: Grupo Globo
- Bolívia: Bolivisión
- Canadà: CBC, TSN, Telelatino
- Carib: SportMax
- Corea del Nord: KCTV
- Corea del Sud: SBS
- Xile: Chilevisión
- Colòmbia: Caracol, RCN
- Costa Rica: Repretel
- Cuba: ICRT
- Equador: RTS, Televicentro
- Espanya: RTVE
- Estats Units: Canal Olímpic
- França: TF1, Canal+
- Filipines: ABS-CBN
- Hongria: MTVA
- Haití: HNTV
- Itàlia: RAI
- Indonèsia: RCTI
- Iran: IRIB
- Japó: NHK
- Kazakhstan: KATV
- Kirguizstan: Kyrgyz Television
- Líban: Télé Liban
- Malàisia: Media Prima
- Mèxic: Claro Sports
- Països àrabs: beIN Sports
- Perú: ATV, Global
- Rússia: VGTRK
- Regne Unit: BBC, Eurosport
- Singapur : Mediacorp
- Sudan: SABC
- Tailàndia: TPT
- Unió Europea: Discovery, Eurosport
- Ucraïna: UA:PBC
- Hispanoamèrica: DirecTV
- Veneçuela: TVes